# Хаджико
Хаджи́ко (адыг. Хьаджыкъо) — аул в Лазаревском районе муниципального образования город-курорт Сочи Краснодарского края. Входит в состав Лыготхского сельского округа.

## География

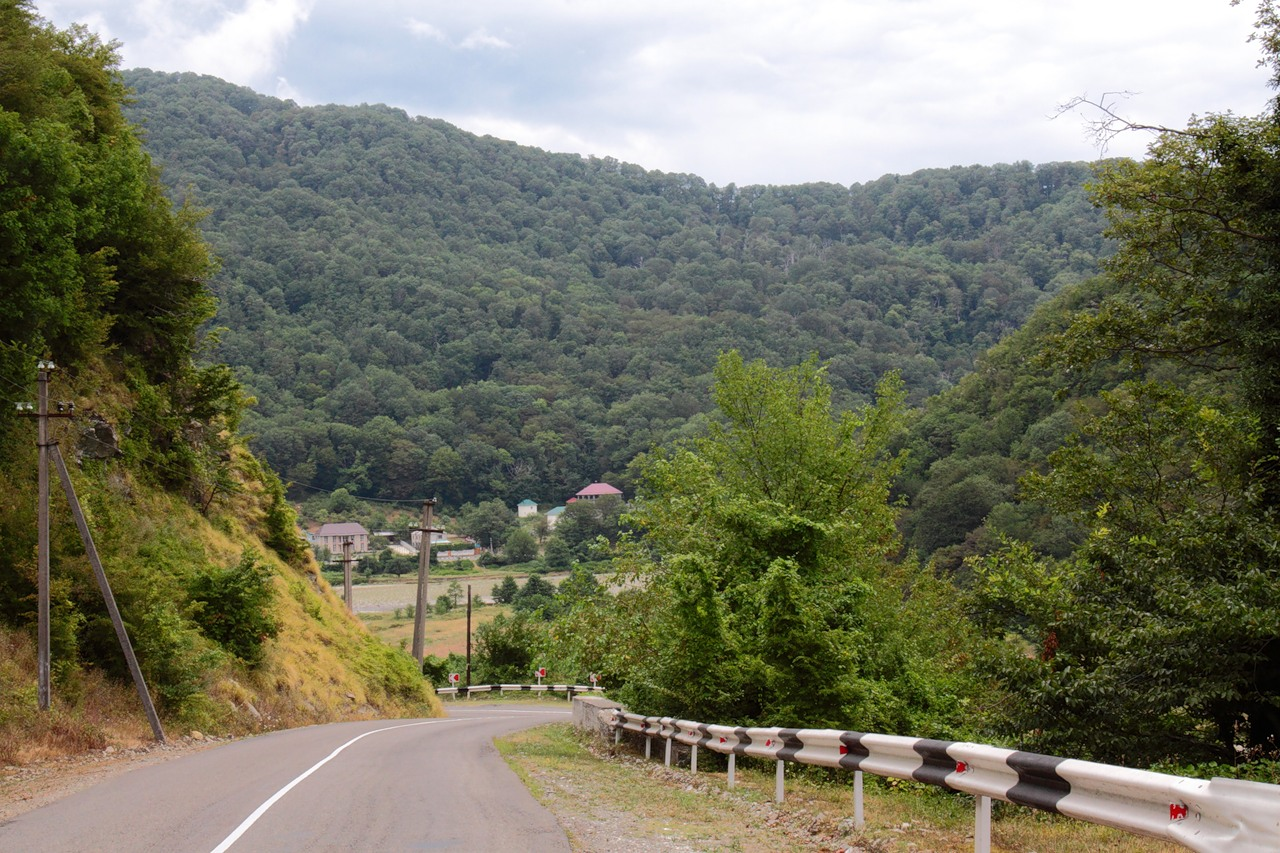
Въезд в аул

Аул расположен в северной части Большого Сочи, по обоим берегам реки Аше, в 11 км от устья реки. Находится в 20 км к северу от посёлка Лазаревское, в 87 км к северо-западу от Центрального Сочи и в 227 км к югу от города Краснодар (по дороге).
Граничит с землями населённых пунктов: Калеж на востоке и Хатлапе на западе.
Населённый пункт расположен в предгорной зоне причерноморского побережья. Рельеф местности в основном гористо-холмистый с резкими перепадами относительных высот. Аул окружён склонами хребтов с густым смешанным лесом. Средние высоты на территории аула составляют 262 метров над уровнем моря. Наивысшей точкой в окрестностях населённого пункта является гора — Хунагет (532 м). К северу от аула в верховьях реки Капибге расположена возвышенность Хакукай (829 м).
На территории аула развиты серо-лесные почвы с плодородным горным чернозёмом.
Гидрографическая сеть представлена бассейном реки Аше. К востоку от Хаджико в него впадает правый приток Чигишепсы, к западу река Капибге. Также на правом берегу реки имеются искусственные пруды используемые для форельного хозяйства.
Климат в ауле влажный субтропический. Среднегодовая температура воздуха составляет около +13,2°С, со средними температурами июля около +23,7°С, и средними температурами января около +5,7°С. Среднегодовое количество осадков составляет около 1350 мм. Основная часть осадков выпадает в зимний период.

## Этимология
Топоним Хаджико в переводе с адыгейского языка означает — «долина Хаджи», где Хьаджы — человек, совершивший паломничество в Мекку (а также имя собственное) и къо — долина.

## История
До 1864 года место где нынче расположен аул Хаджико, как и вся долина реки Аше, была плотно заселена шапсугскими аулами. После завершения Кавказской войны фактически всё уцелевшее местное население было выселено в Османскую империю, за нежелание вхождения в состав Российской империи.
В 1865 году началось преследование, вытеснение и последующее выселение черкесов продолжавших скрываться в труднодоступных горно-лесистых местностях.
Для полного вытеснения горцев, было задействовано несколько Кавказских линейных батальонов. Один из таких войсковых частей было размещено в долине реки Аше. В 1869 году их гарнизон получил официальное наименование — «селение Александровское».
Точная дата основания современного аула Хаджико, достоверно неизвестно. В 1876 году сюда были высланы около 10 шапсугских семей из района реки Кудепста. Другая значительная часть нынешнего населения аула Хаджико, является потомками шапсугов, вернувшихся в конце 1880-х годов с низовья реки Кубань, где они ранее проживали в аулах Мезмай и Асртехабль. Вернувшиеся из Кубани шапсуги обосновали отдельные микрорайоны — Асарэтх и Мазмай, считавшиеся частью селения Александровское, в которое также входили расположенные выше аулы.
В 1920 году с установлением советской власти селение Александровское было переименовано в село Красноалександровское.
В сентябре 1924 года село Красноалександровское было передано в состав Шапсугского национального района Северо-Кавказского края.
В 1925 году село Красноалександровское разделено на три части — 1-й Красноалександровский (ныне Хаджико) 2-й Красноалександровский (ныне Калеж) и 3-й Краснолександровский (ныне Лыготх).
В 1945 году Шапсугский район был реорганизован и переименован в Лазаревский район.
В 1962 году с включением Лазаревского района в состав города Сочи, аул 1-й Красноалександровский был передан в состав Туапсинского района.
С 26 декабря 1962 года по 12 января 1965 года селение находилось в составе Туапсинского сельского района, а затем возвращен в Лазаревский район города Сочи. В том же году селение было включено в состав новообразованного Красноалександровского сельского совета в составе Большого Сочи.
Указом Президиума Верховного Совета Российской Федерации от 1 марта 1993 года аул Красноалександровский Первый был переименован в аул Хаджико.
Иногда частью аула Хаджико считают малые поселения — Хатлапе и Бжеф, расположенные ниже по течению реки Аше.

## Население
| 2002 | 2010 |
| ---- | ---- |
| 474  | ↗518 |

Национальный состав
По данным Всероссийской переписи населения 2010 года:
| Народ           | Численность, чел. | Доля от всего населения, % |
| --------------- | ----------------- | -------------------------- |
| адыги (шапсуги) | 469               | 90,5 %                     |
| русские         | 30                | 5,8 %                      |
| другие          | 19                | 3,7 %                      |
| всего           | 518               | 100 %                      |

По данным Всероссийской переписи населения 2021 года:
| Народ             | Численность, чел. | Доля от всего населения, % |
| ----------------- | ----------------- | -------------------------- |
| Адыги (Черкесы)   | 428               | 84,25 %                    |
| Русские           | 76                | 14,96 %                    |
| другие/не указано | 4                 | 0,79 %                     |
| всего             | 508               | 100 %                      |

## Образование
- Средняя общеобразовательная школа № 94 — ул. Левобережная, 1.
- Начальная школа Детский сад № 97 — ул. Левобережная, 1А.

## Здравоохранение
- Участковая больница — ул. Мазмай, 15.

## Достопримечательности

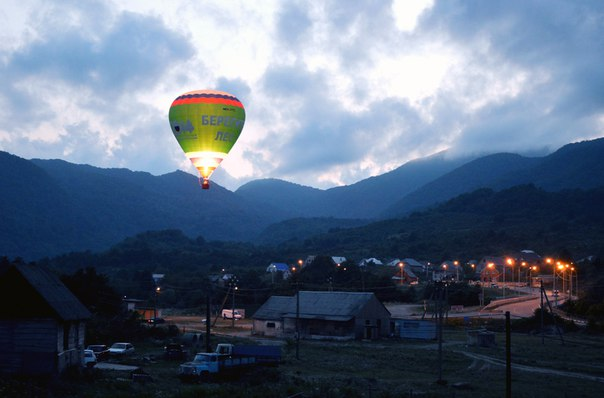
Вид на вечерний аул

Основные достопримечательности находятся выше по течению реки Аше, куда ведут туристические маршруты.
В пределах самого аула расположены популярные у туристов объекты:
- Дольмены Капибге — комплекс сохранившихся дольменов, в долине реки Капибге.
- Белая скала — скальный обрыв на левом берегу реки Аше.
- Сталактиты в долине реки Чигишепсы.
- Форельное хозяйство.

## Экономика
Основную роль в экономике аула играют садоводство, пчеловодство и виноградорство. Также между аулами Хаджико и Шхафит имеются чайные плантации. Развивается сфера познавательно-экскурсионного туризма.

## Улицы
Улицы
| Асарэтх |
| Гурыт   |

| Зэкошныг     |
| Левобережная |

| Мазмай  |
| Цамжапх |

Переулки
| Вольный |
| Гурыт   |

| Еловский |

| Шовгеновский |